# Contea di Boone (Missouri)
La contea di Boone (in inglese: Boone County) è una contea dello Stato del Missouri, negli Stati Uniti. La popolazione al censimento del 2000 era di 135 454 abitanti. Il capoluogo di contea è Columbia.